# Tobias Beyer (Schauspieler)
Tobias Beyer (* 23. April 1966 in Berlin) ist ein deutscher Schauspieler.

## Leben
Der Sohn des Regisseurs Werner A. Beyer machte 1984 sein Abitur in Berlin. 1986: Schauspielstudium an der Hochschule für Musik und Theater Hamburg. 1990: festes Ensemblemitglied am Berliner Schiller-Theater, wo er wichtige Erfahrungen mit den Regisseuren Alexander Lang, Katharina Thalbach und Benno Besson sammelte. Er spielte unter anderem „Lennox“ in Macbeth (Regie: Katharina Thalbach), und „Thisbe“ im Sommernachtstraum (Regie: Hans Neuenfels). Über die Staatstheater in Karlsruhe (hier zu sehen als „Leonce“ in Büchners Leonce und Lena), und Göttingen, führte ihn sein Weg an das Nationaltheater Mannheim, wo er in mehreren Inszenierungen der renommierten Regisseurin Barbara Frey zu sehen war.
Von 1999 bis 2004 war Tobias Beyer Protagonist am Theater am Neumarkt Zürich. Danach folgten Arbeiten am Schauspielhaus Zürich sowie ein Schumann-Projekt an der Deutschen Staatsoper Berlin. Beyer ist in erster Linie Theaterschauspieler ist aber auch zwischendurch immer wieder in Fernsehfilmen zu sehen und wirkte auch in dem Kinofilm „Aus der Tiefe des Raumes“ von Gil Mehmert mit. 2005/2006 stand er in Modena (Italien) und in Madrid, sowie beim Theater-Festival in Edinburgh auf der Bühne, wo er unter der Leitung des Dirigenten Claudio Abbado in Mozarts „Zauberflöte“ zwei Sprechrollen gestaltete. Im Herbst 2006 spielte er am Alten Schauspielhaus Stuttgart „George“ in Wer hat Angst vor Virginia Woolf.
Von 2007 bis 2010 war er Ensemblemitglied des Theater Bremen, dort arbeitete er u. a. mit Regisseuren wie Christian Pade, Alice Buddeberg und Philip Stemann. Seit der Spielzeit 2010/11 ist er am Staatstheater Braunschweig engagiert.

## Filmografie (Auswahl)
- 1990: Großstadtrevier, TV-Serie
- 1994: Ein unmöglicher Lehrer, Fernsehfilm, Regie: Rolf Silber
- 1995: Zappek, TV-Serie
- 1995: Willkommen in Babylon, Fernsehfilm, Regie: Rolf Silber
- 1997: Tödlicher Duft, Fernsehfilm, Regie: Jan Ruzicka
- 2000: Nacktes Grauen, Schweizer Fernsehfilm, Regie: Frank Gerstner
- 2004: Aus der Tiefe des Raumes, Spielfilm, Regie: Gil Mehmert
- 2016: Tatort – Taxi nach Leipzig